# 黃凱芹
黃凱芹（英語：Christopher Wong Hoi Kan，1961年11月18日—），出生于英屬香港，籍貫為廣東新會雙水，香港創作男歌手及唱片騎師，先於香港中文大學新亞書院就讀藝術系，後轉到英文系畢業，其曾祖母為法國人。他是香港少數專門創作小調歌曲的唱作歌手之一，主題以孤芳自賞的悲情文藝為主，代表作有原創作品《傷感的戀人》、《再遇》、《蝶戀花》、《情深緣淺》、改編作品如《晚秋》、《沒結果的一些感情》、《雨中的戀人們》等。由於黃凱芹聲線沉厚，加上演唱的歌曲旋律多為淒婉，歌詞含蓄富有诗意，被樂迷冠之以「靚聲王」、「情歌王子」、「音樂詩人」等美譽的稱號。
曾以筆名「若愚」為樂隊Raidas填了《傾心》一曲，大受好評。

## 簡歷

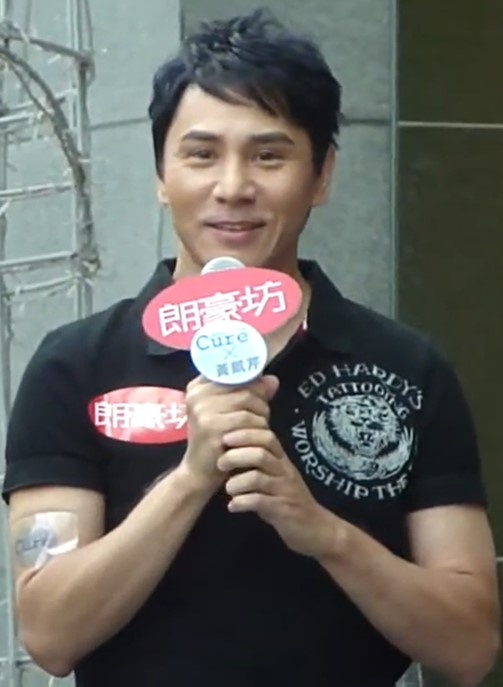
2011年9月4日，黃凱芹於香港朗豪坊出席專輯簽唱會活動

黃凱芹在大角嘴長大，家中排行第三，有二兄一弟。他曾就讀張祝珊英文中學，於1980年預科畢業後在一所廣告公司任職。1981年到香港中文大學修讀藝術系學士課程，1982年轉到英文系完成學位，並在1985年畢業。在加入樂壇前曾於香港電台擔任節目主持，1983年寶麗金曾替他推出了一首單曲《劍仙李白》，後來寶麗金有意與他簽約，但因他堅持要完成大學學業故不了了之。1984年加入香港電台，主持古典音樂節目。翌年被調到香港電台第二台任全職唱片騎師。
1986年8月2日，他參加四台聯播的第二屆亞太流行曲創作大賽，憑自度曲詞的《再遇》參賽，但卻落敗（這次比賽的冠軍是著名音樂人倫永亮，當年憑潘光沛創作的《歌詞》獲獎），但仍受寶麗金唱片有限公司（現名環球唱片）高層關維麟賞識羅致旗下，1987年1月6日正式灌錄《再遇》一曲，為其進軍樂壇揭開序幕；同年7月31日推出與「開心隊」主持余劍明合唱的《流離所愛》；9月16月推出首張唱片《Moody》，正式進軍樂壇，《再遇》亦獲正式收錄，唱片甫推出已達雙白金銷量，歌曲如《傷感的戀人》等廣受歡迎。雖然已當了歌手，但仍繼續DJ和寫作工作。
任職DJ方面，黃凱芹在1987年與余劍明及黃靄君組成「開心隊」主持節目；後期亦分別與周慧敏和陳海琪合作，主持「二人世界」和「夜傾情」等節目。至1990年4月，他與香港電台的DJ合約約滿，期間曾於新城電台新夜傾情節目任客席主持。
1987至1990年間他的事業發展還算不俗，平均一年推出一至兩張專輯，但到1991年，因為刘德华，黎明及郭富城这些人气偶像的急速崛起，他的事業開始下滑，再加上他不滿寶麗金只顧賺錢，要他唱很多商業作品，所以與寶麗金正式決裂，翌年推出了合約期內最後一張唱片《Stay with Me》後便正式離開寶麗金，加盟飛圖唱片。但專輯中其中一首歌《雨中的戀人們》卻大受歡迎，更有不少年輕歌手翻唱此曲。
由於當時飛圖唱片只是一間小公司，但亦幫他開拓中國內地廣東市場，由其以《晚秋》一曲，最為内地人熟識。但3年後，因與經理人公司關係決裂，1994至2001年期間，他轉往加拿大多倫多創業，從事室內設計工作，期間演藝事業陷於停擺狀態，頂多為好友周慧敏、曾於電影《愛人同志》合作的劉德華、從電視台試圖染指樂壇的郭晉安創作歌曲。對於他遠遁加拿大的原因，有傳是不忍捲入周慧敏的多宗緋聞，繼劉錫明遭倪震的刊物《Yes!》抹黑而避走至台灣後，他也遭同一刊物抹黑為「咖喱王子」，為跟周慧敏繼續保持友好關係而選擇退隱往並移民到加拿大，惟根據2022年8月明報周刊的專訪，他終於交代箇中原因：當年《晚秋》這首歌曲於內地大受歡迎，經紀人希望推出一張完全改編自內地歌曲的專輯，反遭他拒絕，原因是作為唱作歌手，加入樂壇是創作屬於自己的音樂，並非純粹演繹別人的作品，雙方各執一詞，終爆發經理人合約糾紛，他被經理人公司雪藏，期間的唱片銷售分紅及登台收入被凍結，不少唱片公司欲趁機邀請他過檔，反遭入稟法院申請禁制令。在經理人公司財政封鎖下頻臨經濟拮据，他便乾脆放下歌手的身分，到加拿大重新開始，不讓自己繼續當公眾人物。
2002年，黄凯芹回香港擔任黎瑞恩演唱會表演嘉賓後，重返香港樂壇，加盟環球唱片公司。並在同年於紅磡香港體育館舉行了他入行首次個人演唱會，當中演唱會最注目的是已淡出樂壇數年的周慧敏也有出席捧場，更在無準備情況下與黄凯芹合唱一段「情未了」令氣氛高漲。之後黄凯芹再於紅磡香港體育館舉行了兩次個人演唱會及推出全新唱片。
2004年，他再度離開環球唱片，之後並無簽約任何唱片公司，後來遷回加拿大居住，在當地經常舉辦慈善演出。
2006年，黄凯芹首度與香港管弦樂團合作，於尖沙嘴香港文化中心舉行《港樂 x 黃凱芹：一夜情弦音樂會》。
2010年，他回香港並於九龍灣國際展貿中心匯星舉行《黃凱芹好好的演唱會》。
2012年，他於紅磡香港體育館舉行《黃凱芹 TURE COLORS  25 週年演唱會》。
2014年，他首次與Neway Star簽約2年，因其公司願意在加拿大為他錄音。
2015年，黄凯芹再次回港，並於香港大會堂音樂廳舉行《黃凱芹 x 王憓 此時情音樂會》。
2019年，黄凯芹参加中国东方卫视音乐竞技节目《我们的歌》，搭档李紫婷。
2021年7月，黄凯芹相隔6年後再於香港舉辦演唱會，他選址於香港西九龍戲曲中心大劇院舉行3場《聽‧黃凱芹音樂會》，不但反應熱烈而火速售罄，更是首位於戲曲中心大劇院舉辦流行音樂會的歌手。
2022年9月17日，黃凱芹於香港體育館舉行《細聽黃凱芹35週年演唱會》，以紀念出道35周年。
2023年3月18日至19日，黃凱芹於九龍灣國際展貿中心匯星舉行《聽‧黃凱芹演唱會2023》，是《聽》系列的最後一幕，也是黃凱芹連續三年在香港舉行演唱會，成為他演唱會的創舉。
2025年1月2日至5日，黃凱芹搭档音樂人杜自持於西九龍戲曲中心大劇院舉行4場「唱・2025 Live 黃凱芹 x 杜自持」演唱會，是他首次與流行音樂幕後製作人一起舉行音樂會。

## 獎項
- 1987年度十大中文金曲新人獎銀獎

- 1987 十大勁歌金曲季選金曲，得獎歌曲 : 傷感的戀人

- 1987 十大中文金曲獎及作詞獎，以筆名「若愚」，為組合RAIDAS填詞， 得獎作品: 傾心

- 1988 十大勁歌金曲季選金曲，得獎歌曲 : 伴侶

- 1989年 香港作曲家及作詞家協會頒發全年電視播放率最高歌曲獎， 得獎作品: 傾心

- 1989 香港電台最受歡迎DJ獎

- 1990 十大勁歌金曲季選金曲，得獎歌曲 : 情深緣淺

- 1990 香港電台：最難忘DJ獎

- 1990 十大勁歌金曲季選金曲，得獎歌曲 : 請你回來

- 1993 香港作曲家及作詞家協會：電台及電視台粵語流行曲最廣泛演出獎 - 得獎歌曲: 笑話

- 1993 香港作曲家及作詞家協會：電台及電視台粵語流行曲最廣泛演出獎 - 得獎歌曲: 自製浪漫

- 2002年度十大中文金曲飛躍大獎 - 男歌手銀獎

## 作曲/塡詞/主唱歌曲作品
- 再遇
- 傷感的戀人
- 伴侶
- 零晨時分
- Hello Merry X'mas
- 人民英雄
- 問青空
- 焚情
- 請你回來
- My Baby
- 情未了（與周慧敏合唱）
- 讓我痴迷愛一次
- 你最喜歡的歌
- 請你記住我
- 蝶戀花
- 求雨
- 情海
- 晩秋
- 不敢去愛
- 我從未記起你
- 昨夜星辰
- 傳聞
- 相逢恨晩（與韋綺珊合唱）
- 就算你要離開
- 自製浪漫
- 心窗
- 應不應
- 笑話（與張智霖合唱）
- 紅塵故事
- 浪漫咖啡店
- 罪人
- 普通朋友
- 翡冷翠之戀
- 情書
- 明知（與李樂詩合唱）
- 霧中花
- 我知道你不愛我
- 珍惜這一晩
- 若我們真的很有縁（與黎瑞恩合唱）
- 好久不見
- 難忘記
- 站在你那邊
- 希望你快樂
- 乍暖還寒
- 難得糊塗（與譚詠麟合唱）
- 湮雨（與田蕊妮合唱）
- 一世一生（與田蕊妮合唱）
- 回心轉意（與田蕊妮合唱）
- 開心的時候離開
- 許願
- 醉生夢死
- 算了吧（與田蕊妮、林娜合唱）
- 幸福玻璃球
- 變好一點
- 温情
- 人間世外
- 石頭
- 送車
- 翅膀
- 微笑
- 醉
- 停車暫借問
- 天使
- 好好的
- 假如沒有明天
- 三個人
- 上當
- 我會
- 四季人
- 家裡沒有人
- 我的爸爸
- 原來如此
- What's The Difference
- 毎當變幻時
- 好想回去看看你
- 門面
- 當你習慣害怕
- 為所欲為
- 499次擦肩而過
- 煩惱絲
- 做朋友還可以
- 上帝的孩子
- 山伯
- 千風歌
- 自助者
- 長痛不如短痛（與周慧敏合唱）
- 男人不壞
- 真色
- 花時間
- 陌生熟人
- 聽説離開都只不過為了回來那一天
- 知命
- 一前一後 一左一右
- 勿忘初心
- 墜花湮
- 桃花依舊
- 人生若只如初見
- 狐不歸
- 癡人説夢
- 戲子無情
- 對愁眠
- 遊園驚夢醒
- 送君千里
- 十里春風（「懷念故友」歌詞致敬系列）

|   | 歌名       | 原唱   | 歌曲派台年份 |
| - | ---------- | ------ | ------------ |
| 1 | 春夏秋冬   | 張國榮 | 1999年       |
| 2 | 漫步人生路 | 鄧麗君 | 1983年       |
| 3 | 昔日舞曲   | Beyond | 1987年       |
| 4 | 細水長流   | 蔡齡齡 | 1990年       |
| 5 | 抱緊眼前人 | 梅艷芳 | 1997年       |
| 6 | 朋友一個   | 羅 文  | 1987年       |
| 7 | 有了你     | 陳百強 | 1981年       |
| 8 | 懷念著你   | 許冠英 | 1977年       |
| 9 | 掌聲響起   | 鳳飛飛 | 1986年       |

- 私人珍藏
- 五光十色
- 其實我都不錯
- 漂流瓶裡的聲音
- 衆裡尋他
- 大徹大悟
- 30000
- 蝴蝶效應
- 一扇窗
- 最後一首歌
- You Make Me Smile
- 有趣的靈魂
- 美麗誤會
- 總是忘了
- 事過情遷
- 戀戀花城
- 陪你唱

## 給別人的歌曲作品
- Raidas -- 傾心 (詞) (以筆名「若愚」塡詞)
- 鍾鎮濤 -- 為你燃燒 (詞) (以筆名「若愚」塡詞)
- 阮兆祥 -- 你我他 (詞) (以筆名「若愚」塡詞)
- 甄楚倩 -- 問星屑 (詞) (以筆名「若愚」塡詞)
- 李克勤 -- 長途電話 (曲、詞)
- 李克勤 -- 昨夜長風 (曲、詞)
- 李克勤 -- 愛的不再是我 (曲、詞)
- 余劍明 -- 願望 (曲、詞)
- 黃寶欣 -- 午夜黃昏之誘惑 (曲、詞)
- 黎瑞恩 -- 雨季不再來 (曲、詞)
- 黎瑞恩 -- 舊愛新歡 (曲、詞)
- 邱淑貞 -- 赤裸我思緒 (曲、詞)
- 周慧敏 -- 會錯意 (曲、詞)
- 周慧敏 -- 假裝 (曲、詞)
- 周慧敏 -- 你最愛是你 (詞)
- 周慧敏 -- 情迷心竅 (曲)
- 周慧敏 -- 新相識 舊情人 (曲、詞)
- 湯寶如 -- 錯在我是女人 (曲、詞)
- 劉德華 -- 一個人睡 (曲、詞)
- 劉德華 -- 自私 (曲、詞)
- 劉德華 -- 最怕你跟別人睡 (曲)
- 李家明 -- 來吧! 去吧! (曲、詞)
- 陳松伶 -- 花嫁的清晨 (詞)
- 孫耀威 -- 月老 (詞)
- 古巨基 -- 驕陽 (詞)
- 許秋怡 -- 過份 (詞)
- 許秋怡 -- 繼續做傻事 (詞)
- 韋綺珊 -- 金色 (詞)
- 李樂詩 -- 雪花 (詞)
- 李樂詩 -- 自己騙自己 (詞)
- 葉玉卿 -- 留住你的人 (曲、詞)
- 趙學而 -- 歉意 (曲、詞)
- 譚詠麟 -- 難得糊塗 (曲、詞)
- 鍾漢良 -- 癡癡呆呆 (曲)
- 藍心湄 -- 請你看著我 (曲)
- 陳啓泰 -- 最後答案 (詞)
- 郭晉安 -- 錯在眷戀 (曲、詞)
- 郭晉安 -- 最後的愛 (曲、詞)
- 李國祥 -- 傻瓜 (曲、詞)
- 李國祥 -- 無名字的你 (曲、詞)
- 李國祥 -- 莫名愛上你 (曲)
- 李國祥 -- 飛 (詞)
- 陳小春 -- 分開一朝也天冧 (曲)
- 朱茵 -- 逃兵 (曲)

## 音樂作品
| 錄音室專輯 - Moody（1987年9月16日） - Misty（1988年3月17日） - 短篇小說（1988年12月28日） - 沒結果的一些感情（1989年8月17日） - 情歸何處（1990年10月5日） - 妳最喜歡的歌（1991年6月11日） - Stay with Me（1992年2月14日） - 傳聞（1992年12月3日） - 無怨無悔（1993年4月8日） - 平常心（1993年8月5日） - Lyrics（1994年9月15日） - Wish You Were Here（2003年6月26日） - Evergreen（2004年5月20日） - 幸福（2007年7月5日） - 旅情（2008年5月） - 分別（2010年9月20日） - 變幻（2011年9月2日） - 畫意（2012年3月9日） - 25週年演唱會 Studio Live（2013年8月9日） - 天王時期（2014年7月30日） - 煇黃時期（2015年9月25日） - 櫻花の時期（2016年7月26日） - 詩人說夢（2017年6月18日） - 十里春風（2018年6月6日） - 大徹大悟（2019年12月11日） | 迷你專輯 - 再遇（1987年1月6月） 原聲大碟 - 白蛇‧青蛇（2005年） 精選專輯 - 給您留念（1990年3月7日） - 揮不去的情感（1992年9月28日） - 紅塵傾心故事（1995年1月19日） - 給您留念30首（1998年12月） - Long Time No See（2002年10月15日） - 黃凱芹廿五年（2012年3月15日） - 黃凱芹「私人珍藏」作品集 Vol. 1 私人珍藏（2019年5月17日） - 黃凱芹「私人珍藏」作品集 Vol. 2 五光十色（2019年5月17日） - 黃凱芹「私人珍藏」作品集 Vol. 3 You Make Me Smile（2021年6月8日） - 黃凱芹「私人珍藏」作品集 Vol. 4 有趣的靈魂（2021年6月8日） - 黃凱芹「私人珍藏」作品集 Vol. 5 美麗誤會（2023年3月20日） - 黃凱芹「私人珍藏」作品集 Vol. 6 總是忘了（2023年3月20日） - 黃凱芹「私人珍藏」作品集 Vol. 7 事過情遷（2025年1月3日） - 黃凱芹「私人珍藏」作品集 Vol. 8 浮生若夢（2025年1月3日） 現場錄音專輯 - Long Time No See演唱會（2002年11月23日） - Unforgettable 演唱會2002（2003年4月25日） - 一夜情弦（2006年12月22日） - 情迷管弦樂演唱會（2007年7月5日） - 弦途有愛慈善巡迴管弦樂演唱會（2008年5月7日） - True Colors 25週年演唱會（2013年5月7日） - 此時情音樂會（2016年11月1日） - 聽 黃凱芹演唱會（2021年12月20日） - 細聽 黄凱芹35週年演唱會2022（2023年3月20日） - 聽·黃凱芹 2023（2024年3月18日） |

## 派台歌曲成績
| 派台歌曲成績                 | 派台歌曲成績         | 派台歌曲成績 | 派台歌曲成績 | 派台歌曲成績 | 派台歌曲成績 | 派台歌曲成績                                                                |
| ---------------------------- | -------------------- | ------------ | ------------ | ------------ | ------------ | --------------------------------------------------------------------------- |
| 唱片                         | 歌曲                 | 903          | RTHK         | 997          | TVB          | 備註                                                                        |
| 1987年                       |                      |              |              |              |              |                                                                             |
| 再遇                         | 再遇                 |              | /            |              | -            |                                                                             |
| Moody                        | 傷感的戀人           |              | 1            |              | 3            |                                                                             |
| Moody                        | 流離所愛             |              | /            |              | 3            | 與余劍明合唱                                                                |
| 1988年                       |                      |              |              |              |              |                                                                             |
| Misty                        | 伴侶                 | 19           | 1            |              | 1            |                                                                             |
| Misty                        | 感受                 | 24           | /            |              | 9            |                                                                             |
| 短篇小說                     | Hello Merry X'mas    | 4            | 1            |              | 8            | 跨年上榜                                                                    |
| 1989年                       |                      |              |              |              |              |                                                                             |
| 短篇小說                     | 五月過後             | 29           | /            |              | 9            | OT：小田裕一郎 ~ Game is Over                                               |
| 短篇小說                     | 青蔥歲月             | 24           | 3            |              | 7            | OT：齊秦 ~ 外面的世界 同曲曲目：蔡齡齡 ~ 但願                               |
| 沒結果的一些感情             | 若生命等候           | 6            | 1            |              | 9            | OT：童安格 ~ 讓生命等候                                                     |
| 沒結果的一些感情             | 沒結果的一些感情     | 15           | /            |              | /            | OT：Revolver ~ 涙のノーリプライ                                             |
| 沒結果的一些感情             | 焚情                 | -            | /            |              | /            |                                                                             |
| 1990年                       |                      |              |              |              |              |                                                                             |
| 給您留念                     | 情深緣淺             | 9            | 1            |              | 1            |                                                                             |
| 給您留念                     | 給您留念             | -            | /            |              | /            |                                                                             |
| 情歸何處                     | 傷盡我心的說話       | 10           | /            |              | /            | OT：黃品源 ~ 我該用甚麼樣的心來對你                                         |
| 情歸何處                     | 戀愛快拍             | -            | -            |              | 8            | T.V.B.劇集《戀愛快拍》主題曲                                                |
| 情歸何處                     | 請你回來             | 2            | 1            |              | 2            |                                                                             |
| 情歸何處                     | 衝動                 | 27           | -            |              | -            | OT：The Brat Pack （页面存档备份，存于） ~ I'm Never Gonna Give You Up      |
| 1991年                       |                      |              |              |              |              |                                                                             |
| 妳最喜歡的歌                 | 情未了               | 12           | 15           |              | /            | 與周慧敏合唱                                                                |
| 妳最喜歡的歌                 | My Baby              | 4            | 6            |              | /            |                                                                             |
| In Your Dreams               | 望星星               | -            | -            |              | -            | 與劉小慧合唱 OT：Luan & Vanessa ~ Além da Imaginação （页面存档备份，存于） |
| 1992年                       |                      |              |              |              |              |                                                                             |
| Stay with Me                 | 雨中的戀人們         | 3            | /            |              | /            | OT：中村雅俊 ~ 恋人も濡れる街角                                             |
| Stay with Me                 | 請你記住我           | 10           | 11           |              | /            |                                                                             |
| Stay with Me                 | 蝶戀花               | -            | -            |              | -            |                                                                             |
| 傳聞                         | 晚秋                 | 1            | 1            |              | 2            | OT：陳汝佳 ~ 願你把心留                                                     |
| 傳聞                         | 不敢去愛             | 7            | -            |              | /            |                                                                             |
| 傳聞                         | 沒有真的放手         | 16           | 15           |              | /            |                                                                             |
| 1993年                       |                      |              |              |              |              |                                                                             |
| 傳聞                         | 傳聞                 | 11           | 5            |              | /            |                                                                             |
| 飛圖超白金精選4 / 平常心     | 笑話                 | 8            | 10           |              | 8            | 與張智霖合唱                                                                |
| 平常心                       | 平常心               | 6            | 4            |              | 6            |                                                                             |
| 平常心                       | 自製浪漫             | 6            | 10           |              | /            |                                                                             |
| 1994年                       |                      |              |              |              |              |                                                                             |
| Lyrics                       | 其實你想不想我走     | 27           | -            | /            | 10           | OT：Joe Pasquale （页面存档备份，存于） ~ Nikki （页面存档备份，存于）      |
| Lyrics                       | 少了你一個           | 12           | 5            | /            | /            | OT：高林生 ~ 牵挂你的人是我                                                 |
| Lyrics                       | 浪漫咖啡店           | 11           | /            | /            | 6            |                                                                             |
| 紅塵傾心故事                 | 我知道你不愛我       | -            | 3            | /            | 3            |                                                                             |
| 1995年                       |                      |              |              |              |              |                                                                             |
| 紅塵傾心故事                 | 傾心                 | 3            | 3            | (1)          | 5            | 翻唱自己為Raidas填詞作品                                                    |
| 紅塵傾心故事                 | 珍惜這一晚           | 23           | 10           | /            | 2            |                                                                             |
| 2002年                       |                      |              |              |              |              |                                                                             |
| Dreams Come True（Bonus CD） | 若我們真的很有緣     | 16           | 10           | -            | -            | 與黎瑞恩合唱                                                                |
| Long Time No See             | 好久不見             | -            | 1            | 10           | 4            |                                                                             |
| Long Time No See             | 難忘記               | 18           | 14           | 11           | -            |                                                                             |
| Wish You Were Here           | 更好世界             | -            | 8            | 7            | -            | 翌年上榜                                                                    |
| 2003年                       |                      |              |              |              |              |                                                                             |
| Wish You Were Here           | 易愛難收             | -            | 1            | 1            | 1            | 三台冠軍歌                                                                  |
| Wish You Were Here           | 無人島               | -            | -            | 6            | -            |                                                                             |
| Wish You Were Here           | 五月的聖誕樹         | -            | -            | 7            | -            | 翌年上榜                                                                    |
| 2004年                       |                      |              |              |              |              |                                                                             |
| Ever Green                   | 最佳男配角           | -            | 9            | 5            | -            |                                                                             |
| Ever Green                   | 不再分離             | -            | -            | 10           | -            | 翻唱葉德嫻作品                                                              |
| 2010年                       |                      |              |              |              |              |                                                                             |
| 分別                         | 我的爸爸             | -            | 11           | -            | -            |                                                                             |
| 2012年                       |                      |              |              |              |              |                                                                             |
| 畫意                         | 長痛不如短痛         | -            | -            | 5            | 5            | 與周慧敏合唱                                                                |
| 2014年                       |                      |              |              |              |              |                                                                             |
| Kings Cross 天王時期         | 用一首歌的時間懷念你 | -            | -            | -            | -            | 翻唱郭富城作品                                                              |
| Kings Cross 天王時期         | 忘情水               | -            | -            | -            | -            | 翻唱劉德華作品                                                              |
| 2015年                       |                      |              |              |              |              |                                                                             |
| 煇黃時期 Master Pieces       | 獅子山下             | -            | -            | -            | -            | 翻唱羅文作品 DBC華語歌曲流行指數：8                                         |
| 2017年                       |                      |              |              |              |              |                                                                             |
| 詩人說夢                     | 桃花依舊             | -            | -            | -            | -            |                                                                             |
| 2018年                       |                      |              |              |              |              |                                                                             |
| 十里春風                     | 昔日舞曲             | -            | -            | -            | -            | 翻唱Beyond作品                                                              |

| 各台冠軍歌總數 | 各台冠軍歌總數 | 各台冠軍歌總數 | 各台冠軍歌總數 | 各台冠軍歌總數    |
| -------------- | -------------- | -------------- | -------------- | ----------------- |
| 903            | RTHK           | 997            | TVB            | 備註              |
| 1              | 9              | 2              | 3              | 四台冠軍歌總數：0 |
| 1              | 9              | 3              | 3              | 冠軍週數          |

(1)表示兩周冠軍

## 演唱會
- Long Time No See演唱會（2002年）紅館
- Unforgettable演唱會（2002年）紅館
- 夢幻傾情演唱會（2004）紅館 音樂劇
- 港樂 x 黃凱芹：一夜情弦音樂會（2006年；與香港管弦樂團合作）香港文化中心
- 好好的演唱會（2010年）Star Hall
- True Colors 25週年演唱會（2012年）紅館
- 再遇伊利沙伯演唱會（2013年）伊館
- 炫幻詩情之旅世界巡迴演唱會（2014年）
- 黃凱芹 x 王憓 此時情音樂會（2015年）香港大會堂音樂廳
- 再遇經典世界巡迴演唱會 （2016年）
- 五光十色世界巡迴演唱會 （2019年）
- 聽．黃凱芹 2021（2021年）西九文化區戲曲中心大劇院
- 細聽．黃凱芹35週年演唱會 （2022年）紅館
- 聽．黃凱芹 2023（2023年）EMax匯星
- 情感緯度演唱會 2023（2023年）
- 唱・2025 Live 黃凱芹 x 杜自持演唱會（2025年）西九文化區戲曲中心大劇院

## 音樂劇

### 紅磡香港體育館
- 黃凱芹夢幻傾情演唱會 2004

### 香港演藝學院歌劇院
- 神話音樂劇—白蛇．青蛇 2005

### 加拿大
- 《戀愛猜情尋》慈善音樂劇--（與蔡少芬、李彩華、陳鍵鋒、雷安娜、劉以達、湯寶如、陳敏愷合作）（页面存档备份，存于）

《戀愛猜情尋》是一齣為「加拿大世界宣明會」籌款的慈善巡迴演出音樂劇。演出日期是2009年5月10日在（温哥華）、5月12日（卡加利）、5月14日（愛民頓）No及 5月16日（多倫多）。此音樂劇款的目的是幫助蒙古軟骨病兒童。（页面存档备份，存于）

## 電影
- 豪門夜宴 - 1991 (華東水災賑災電影)
- 愛人同志 - 1989

## 電視劇
- 戀愛快拍 - 1990
- 回首天已藍（台灣中視）- 1991
- 鎮金女人週記第二輯之奉樓成婚（TVB　第6集單元 飾 John） - 1994
- 富豪海灣非凡情緣之三千六百五十二天的思念 - 2004
- 長隆夢飛翔（中國廣東衛視） - 2012

## 電視節目
- 週末任你點
- 永安旅遊點解南非咁好玩（TVB，主持） - 1994
- 星晨旅游日本北海道真程趣（TVB，主持） - 2004
- 飄（香港電視網絡，旁白） - 2014
- 粤唱粤响（广东广播电视台珠江频道，参赛者） - 2014
- 2015年中国中央电视台六一晚会（CCTV-1、CCTV-14，演出嘉宾，演唱《我的爸爸》（与吴依琳合唱）） - 2015
- 今晚睇李（TVB　演唱） - 2015
- Sunday靚聲王（TVB　演唱） - 2015
- 2019年中國東方衞視中國夢之聲《我們的歌》，B組

## 音乐电影
- 爱在阳光下 - 2003

## 廣播劇
- 1987年：香港電台《圓舞》 （页面存档备份，存于） 飾 童馬可
- 2002年：香港電台《第一次的親密接觸》 （页面存档备份，存于） 飾 阿蔡

## 著作
- 非人生活（小說）
- 繾綣塘西（長篇小說）
- 紅塵傾心故事（散文集）︰由50個以「子」字為題的小故事、一篇短篇小說《如夢令》及曾經連載於雜誌內的散文《紐約黃昏後》組合而成。
- 兩件次貨（電影劇本）
- 離家出走（散文集）
- 傾情夜1990 一對寂寞心(與好友陳海琪合著文集)
- 談甚麼情 (文集)
- 說甚麼愛 (文集)
- 情歸何處-意大利寫真集 (寫真集)

## 外部連結
- Wish You Were Here （页面存档备份，存于）
- 黃凱芹in pinkwork（sound & video） （页面存档备份，存于）
- 黃凱芹Christopher Wong Oi Kan (英文網站)  （页面存档备份，存于）